# Regne de Champasak
El Regne de Champasak (Lao: ຈຳປາສັກ [càmpàːsák]) o Bassac, (1713–1946) fou un estat laosià proclamat el 1713 sota Nokasad, un net del rei Sourigna Vongsa, el darrer rei de Lan Xang que era també gendre del rei khmer Chey Chettha IV. Bassac i els principats veïns d'Attapeu i Stung Treng, van emergir com centres de poder sota el que més tard fou descrit com el model polític Mandala del sud-est asiàtic.

## Història
El regne estava situat a la riba esquerra o oriental del Mekong, al sud del principat de Khong Chiam (a la riba dreta) on el riu Mun s'uneix al Mekong i des de on aquest fa una corba aguda cap a l'oest per retornar abruptament i correr al sud-est cap al que és ara Cambotja. Bassac, la ciutat capital, estava a la riba dreta, prop d'on el riu Bassac s'uneix al Mekong, connectant amb Phnom Penh.
Per repel·lir els intents de Setthathirath II (1707–1730), nebot del rei Suliyavongsa (1638 - 1690), per unificar el regne de Lan Xang reunint Vientiane (on dominava) i Luang Prabang, el rei de Luang Prabang, Kingkitsarath (1707-1713) va sol·licitar l'ajuda de Siam. El rei de Siam va concedir la independència de Luang Prabang. Seguint els passos del seu cosí el rei de Luang Prabang, el Príncep Nokasat Song, es va negar a reconèixer la sobirania de Setthathirath II. Nokasat era net del rei Suliyavongsa, i va deixar Vientiane cap al sud de Laos al retorn de Setthathirath II a Vientiane (considerat continuador de Lan Xang); va demanar al rei de Siam de reconèixer la independència de Champassak de Lan Xang i, per tant, aquest estat va quedar dividit en tres regnes menors.

A causa de la escassa informació dels períodes coneguts com les edats Fosques de Cambotja, l'altiplà de Khorat sembla que estava en gran part despoblat, i els principats de la riba esquerra van començar a repoblar els territoris de la riba dreta. El 1718, una emigració laosiana formant part de l'empresa d'un oficial al servei del rei Nokasad, va fundar Muang Suwannaphum com la primera població laosiana registrada a la vall del riu Chi (de fet a qualsevol lloc en l'interior del l'altiplà).
Durant el govern del rei Anouvong (1805-1828) de Vientiane, aquest va posar al seu fill príncep Nyo (Ma Noi) al tron de Champassak. Durant la rebel·lió del Rei Anouvong contra Siam, els ex membres de la reialesa de Champassak van iniciar una rebel·lió contra el príncep Nyo mentre aquest estava lluitant contra les forces siameses a Issan. Tornant a Champassak, el príncep Nyo va enfrontar una rebel·lió i es va escapar fora de la ciutat. Aquest a fugida es va truncar després que els antics governants van rastrejar al príncep Nyo i el van lliurar als siamesos. El rei de Siam va restaurar l'antiga família reial per governar sobre Champassak.

Al començament del segle xix, i ignorant el desastre agrícola mundial que va acompanyar l'any 1816 (Any Sense un Estiu), Bassac es diu que era una prospera ruta comercial de sortida pel cardamom, goma, cera, resina, pells, banyes, i esclaus del banc de l'est a Ubon, Khorat, i Bangkok.:image 4 La regió llavors va caure víctima de les lluites entre siamesos i francesos per estendre la respectiva sobirania.
Després de la revolució laosiana de 1826-1829, Suwannaphum va perdre el seu estatus i Champasak va ser reduït a vassallatge. La guerra siamesa-cambodjana de 1831-1834 va reduir la regió sencera a vassallatge, una situació aviat encara més complicada per la penetració francesa a la mateixa regió intentant establir el que després fou la Indoxina francesa.
El nom de la dinastia (Na Champasak) va ser donat per Champassak Vajiravudh, el rei de Siam, als descendents de Chao Yuttithammathon (Kham Souk 1862-1900), el 11è rei del regne de Champassak. Van prendre el seu nom de la ciutat de Champassak, amb el prefix la partícula nobiliària "na" donat als prínceps tributaris de Siam. Els descendents dels governants del regne de Champassak són també membres de la dinastia Mín Khun, que va ser establert per Khun El. Originalment, va ser transcrit en anglès com Na Champasakdi. Durant la major part del segle xix el regne de Champassak fou tributari de Bangkok, però no era una part integral de Siam.

Després de la guerra Franco-Siamesa de 1893, la riba esquerra del Mekong va caure sota domini francès com un bloc administratiu, amb la seva reialesa despullada de molts privilegis; l'administració colonial francesa dels regnes de Laos van empobrir la regió. El tractat de 1893 tractat establia una zona desmilitaritzada de vint-i-cinc-quilòmetre d'ample al llarg de la riba dreta, cosa que va fer el control siamès impossible. Aviat esdevingui un santuari per elements anàrquics d'ambdós costats del riu. La manca d'una jerarquia clara de l'autoritat va resultar en un conflicte en la regió sencera, i el que va ser conegut pel costat siamès com la "rebel·lió de l'Home Sagrat".

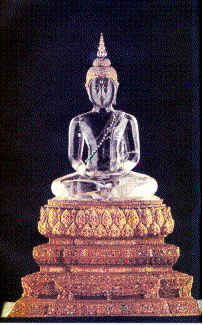
El Phra Phuttha Butsayarat o Phra Luk Buddha, pal·ladi del Regne de Champasak, Laos. El Phra Butsayarat va ser portat al Regne de Lan Xang pel rei Setthathirath de Lan Na en el, amb diversos altres elements significatius. En el la imatge va ser capturada pel regne de Siam i portada a Bangkok. Actualment es troba en el Phra Buddha Rattanasathan (พระพุทธรัตนสถาน) o sala d'ordenació al Gran Palau de Bangkok.

Ong Keo i Ong Kommandam, caps del poble alak de l'altiplà de Bolaven van dirigir resistència inicial contra control francès, el qual va suposar la Primera Guerra Indochina. La riba dreta
afectada per la rebel·lió de l'home Sagrat de 1901-1902 fou una causa efímera.:image 22 Amb les accions legals següents en contra dirigents locals del moviment fets presoners, el govern tailandès va considerar el cas de la rebel·lió tancat.:image 15 Les dependències de la riba dreta van ser absorbides dins de Siam en el Monthon Isan del nord-est (มณฑลอีสาน) i la casa reial de Na Champassak va deixar de governar.
El 1946, el regne establert pel net del darrer rei de Lan Xang, va quedar reduït a l'estat d'una província en el Regne unit de Laos (unit per primer cop); el 2 de desembre de 1975, esdevingué la República Democràtica Popular de Laos.

## Bandera
El gran vexil·loleg francès Lucien Philippe va obtenir algunes dades de la bandera del propi cap de la casa reial. No obstant no va quedar clar que la bandera fos blava si bé en aquell moment va ser considerat el més probable. Posteriorment ha aparegut una bandera verda amb el mateix emblema (dins un disc groc) el que fa pensar que la bandera del regne fou verda amb l'emblema blanc i no blava.

## Reis de Champasak (1713-1904)
- Nokasad (Soysisamut Phutthangkun) (1713–37, net de Souligna Vongsa)
- Sayakumane (1737–91, fill de Nokasat)
- Fay Na (1791–1811, fill de Phra Vorarat, no era de sang reial sinó nomenat per Siam)
- Cap Muong (1811–13, fill de Fay Na, no era de sang reial)
- Manoi (1813–19, nebot de Sayakoummane)
- Nho (Chao Yo de la casa de Vientiane) (1819–27, fill del rei Anuvong del regne de Vientiane)
- 1829–93 Siam annexiona Champasak després de la rebel·lió de Chao Anouvong i confirma els reis subsegüents
- Huy (1828–40, net gran de Nokasat)
- Nark (1841–51, germà de Huy)
- Boua (1851–53 regent, 1853 rei, fill de Huy)
- Interregne (1853–56)
- Kham Nai (1856–58, fill de Huy)
- Interregne (1858–63)
- Kham Souk (1863–99, fill de Huy, els francesos divideixen el regne el 1893)
- Ratsadanay (Nhouy) (1900–04, fill de Khamsuk, rei sota protectorat francès dins de l'Indochina francesa; 1904–34 va rebre el títol de governador regional)

## Caps del la casa reial 1904–present
- Ratsadanay 1904–45
- Boun Oum 1945–80 (primer ministre de Laos (1948-50 i 1960-62)
- Keo na Champassak 1980–present